# Wyścigowe Mistrzostwa Węgier 1993
1993 – sezon wyścigowych mistrzostw Węgier.